# Clux-Villeneuve
Clux-Villeneuve – gmina we Francji, w regionie Burgundia-Franche-Comté, w departamencie Saona i Loara. W 2013 roku liczba ludności wynosiła 340 mieszkańców. 
Gmina została utworzona 1 stycznia 2015 roku z połączenia dwóch ówczesnych gmin: Clux oraz La Villeneuve. Siedzibą gminy została miejscowość La Villeneuve.